# Haematopus ater

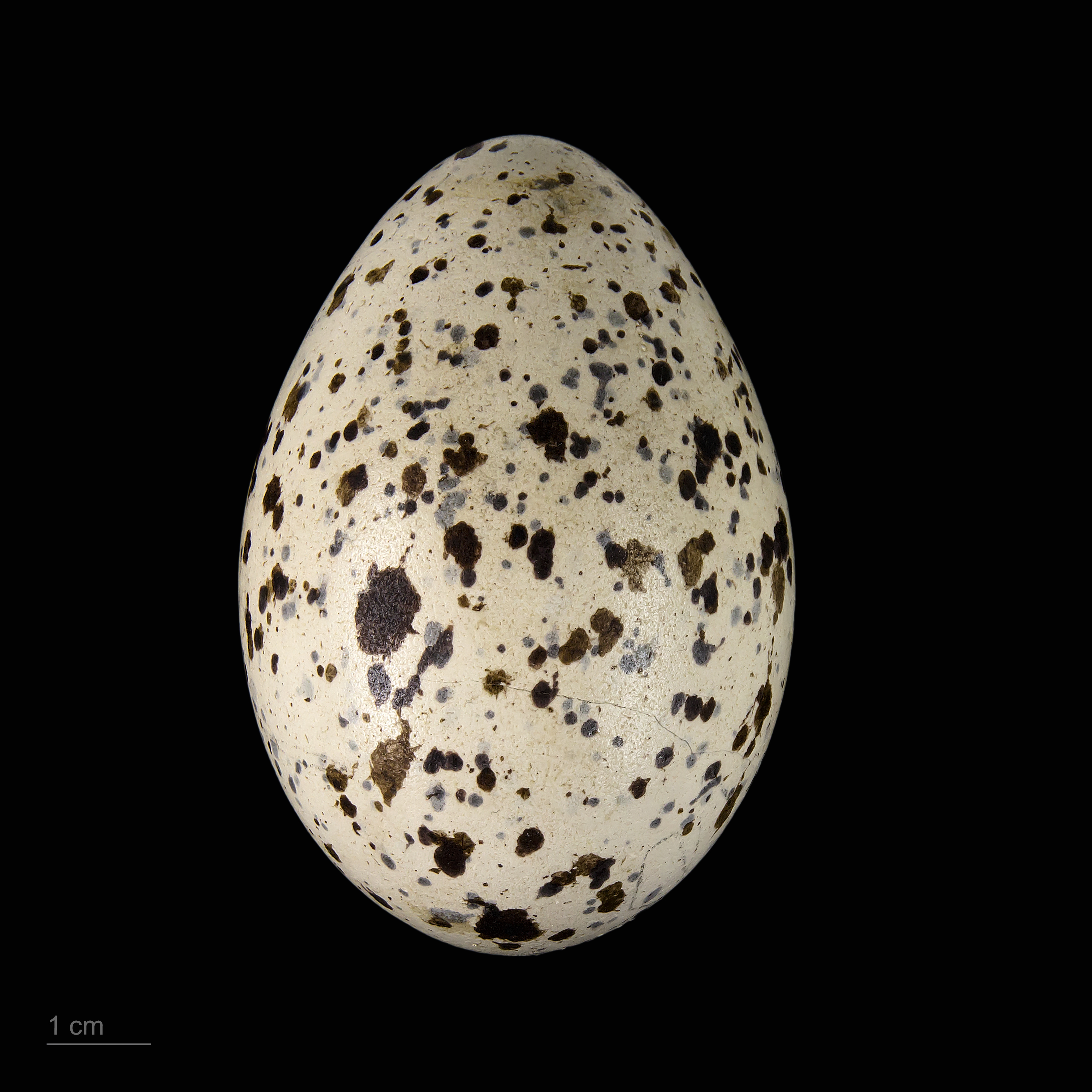
Haematopus ater - MHNT

Ostraceiro-castanho ou pirupiru-preto-sul-americano (Haematopus ater) é uma espécie de ave da família Haematopodidae.
Pode ser encontrada nos seguintes países: Argentina, Chile, Ilhas Malvinas, Peru, Ilhas Geórgia do Sul e Sandwich do Sul e Uruguai.
Os seus habitats naturais são: costas rochosas.